# (5719) Křížík
(5719) Křížík es un asteroide perteneciente al cinturón de asteroides descubierto el 7 de septiembre de 1983 por Antonín Mrkos desde el Observatorio Kleť, České Budějovice, República Checa.

## Designación y nombre
Designado provisionalmente como 1983 RX. Fue nombrado Křížík en homenaje a František Křižík, ingeniero e inventor checo, construyó una lámpara de arco con un engranaje regulador en 1881 y el primer tranvía eléctrico en Praga en 1891. Contribuyó significativamente en la electrificación de Bohemia.

## Características orbitales
Křížík está situado a una distancia media del Sol de 2,217 ua, pudiendo alejarse hasta 2,594 ua y acercarse hasta 1,840 ua. Su excentricidad es 0,169 y la inclinación orbital 4,367 grados. Emplea 1206,15 días en completar una órbita alrededor del Sol.

## Características físicas
La magnitud absoluta de Křížík es 13,5. 